# أكاديمية الفنون الجميلة بباري
أكاديمية الفنون الجميلة بباري (بالإيطالية: Accademia di Belle Arti di Bari)هي أكاديمية التعليم العالي العام للفنون في باري، إيطاليا.
مثل أكاديميات الفنون الحكومية الأخرى في إيطاليا، أصبحت أكاديميا مؤسسة مستقلة تمنح درجة علمية بموجب القانون رقم. 508 مؤرخة 21 ديسمبر 1999، وتقع تحت إشراف وزارة التعليم والجامعات والبحوث.